# 田中啓太
田中 啓太（たなか けいた、1988年4月10日 - ）は、日本の俳優・タレントである。

埼玉県出身。

## 人物
- 特技は、バレーボール（6年） キャプテン・野球（5年）・水泳（6年）・テニス（3年）・乗馬　など

## 出演

### テレビ
- 痛快TV スカッとジャパン（2014年10月20日 - 、フジテレビ）「超絶タカるパイセン」 - 後輩 役
- 木曜ミステリーシアター 四つ葉神社ウラ稼業 失恋保険〜告らせ屋〜 第8話 - 大学生 役
- 木曜ミステリーシアター 赤川次郎原作「毒 ポイズン」
- ネオ・ウルトラQ（WOWOW）

　他

### CM
- すき家 うな牛
- オリックス銀行カードローン「コピー」篇
- AOKI 「ウルトラクールシャツ」篇
- 花王 エマール「2人の彩芽・出会い」篇
- サントリー
- オニオンノート「図書館」篇
- ホテルズドットコム
- エプソン PULSENSE 「みんな始めてる」篇
- マクドナルド
- ロート製薬 OXY（2016年）

### 雑誌
- リクルート情報誌「R25」 - 表紙&特集モデル

### 舞台
- マケイヌバー（ 2014年2月13日 - 16日、新宿村LIVE） - 里見良介 役
- ハイパープロジェクション演劇「ハイキュー!!」 - 澤村大地 役[1]
  - 「ハイキュー!!」（2015年11月 - 12月、AiiA 2.5 Theater Tokyo他）[2][3]
  - 「ハイキュー!!」“はじまりの巨人”（2018年4月 - 6月、日本青年館ホール 他）[4][5]
  - 「ハイキュー!!」“最強の場所（チーム）”（2018年10月 - 12月、TOKYO DOME CITY HALL 他）[6][7]

### 映画
- 青木ヶ原（東京国際映画祭 特別招待作品）

### スチール
- 西友
- NIKE